# Brada arctica
Brada arctica är en ringmaskart som beskrevs av Annenkova 1922. Brada arctica ingår i släktet Brada och familjen Flabelligeridae. Inga underarter finns listade i Catalogue of Life.